# 80. Internationale Sechstagefahrt

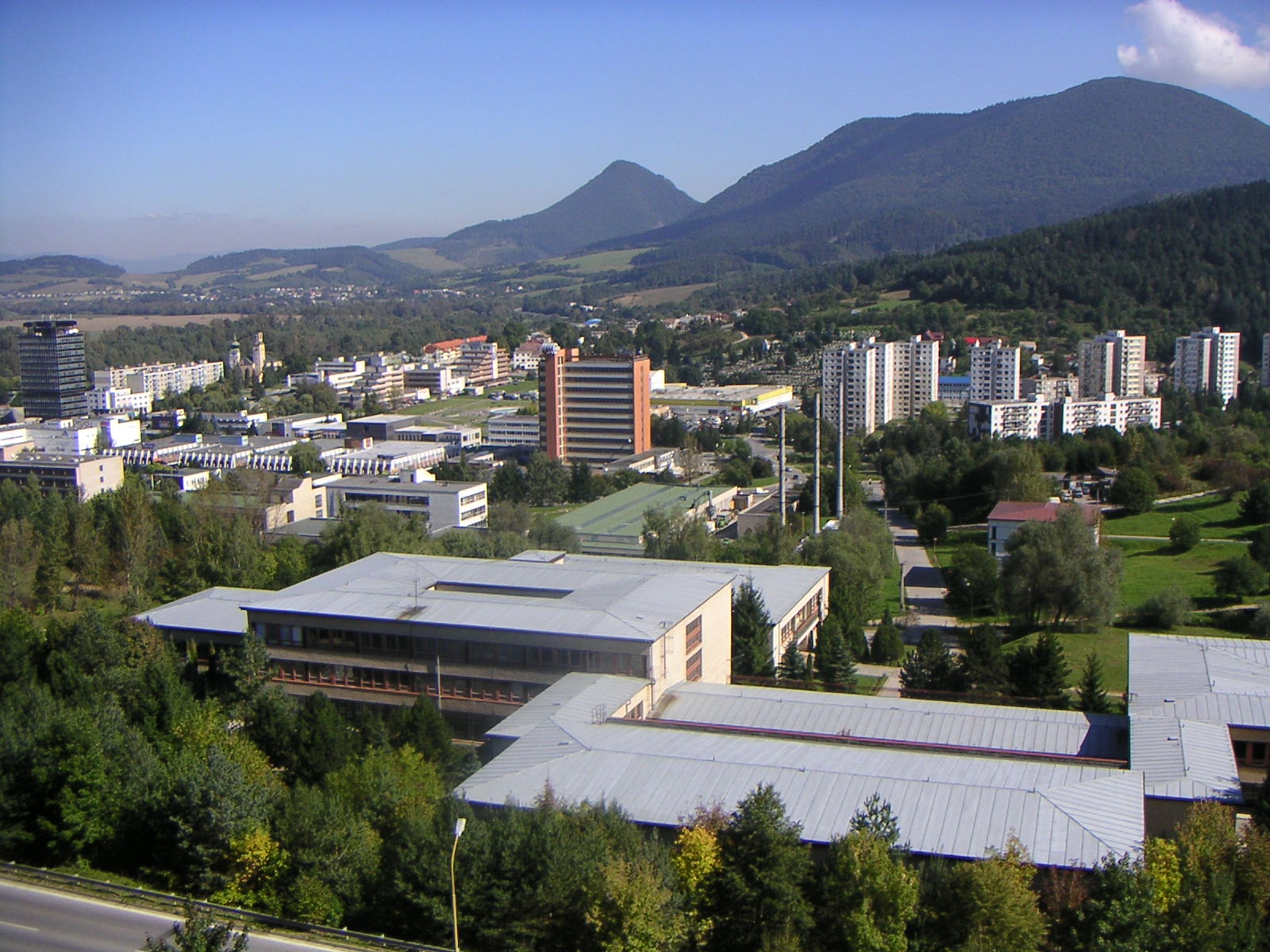
Považská Bystrica, Start- und Zielort der einzelnen Etappen

Die 80. Internationale Sechstagefahrt war die Mannschaftsweltmeisterschaft im Endurosport und fand vom 13. bis 18. September 2005 im slowakischen Považská Bystrica sowie der näheren Umgebung stattfand. Die Nationalmannschaften Italiens gewannen zum dreizehnten Mal die World Trophy sowie zum fünften Mal die Junior World Trophy.

## Wettkampf

### Organisation
Die Veranstaltung fand zum vierten Mal in Považská Bystrica statt, nachdem bereits die 52. (1977), 57. (1982) und 66. Internationale Sechstagefahrt (1991) hier ausgetragen wurden.
Am Wettkampf nahmen 18 Teams für die World Trophy, 12 für die Junior Trophy, 77 Clubteams sowie 6 Einzelstarter aus insgesamt 26 Nationen teil.
Deutschland nahm an der World Trophy sowie mit 6 Clubmannschaften teil. Für die Schweiz starteten 3 Clubfahrer. Aus Österreich waren keine Fahrer am Start.

### 1. Tag
Insgesamt 383 Fahrer starteten in den ersten Wettkampftag. Die Strecke dieser Etappe waren zwei identische Runden über insgesamt 233 Kilometer im Norden von Považská Bystrica. Als Sonderprüfungen waren vier Motocross- und zwei Endurotests zu absolvieren.
Nach dem ersten Fahrtag führte in der World-Trophy-Wertung das Team aus Frankreich vor Italien und Finnland. Das deutsche Team lag auf dem 14. Platz.
In der Junior-Trophy-Wertung führte das italienische Team vor Frankreich und Finnland.
Die Clubwertung führte der MOTOKLUB JIŘETÍN - PFANNER vor MOTOCLUB LUMEZZANE und WALES A TEAM. Beste deutsche Clubmannschaft war das Team ADAC HESSEN - THÜRINGEN auf dem 15. Platz. Das Team ENDIVAL aus der Schweiz belegte den 15. Platz.

### 2. Tag
Am zweiten Fahrtag wurde die identische Etappe des Vortags inklusive der Sonderprüfungen gefahren.
Die World-Trophy-Wertung führte das Team aus Italien vor Frankreich und Finnland an. Das deutsche Team lag weiter auf dem 14. Platz.
In der Junior-Trophy-Wertung führte unverändert das italienische Team vor Frankreich und Finnland.
Die Clubwertung führte der MOTOCLUB LUMEZZANE vor MOTOKLUB JIŘETÍN - PFANNER und MOTOCLUB AZZURI an. Das deutsche Team ADAC HESSEN - THÜRINGEN verbesserte sich auf den 9., das Team ENDIVAL aus der Schweiz auf den 22. Platz.

### 3. Tag
Die dritte Tagesetappe wurde nördlich und westlich von Považská Bystrica gefahren. Es waren zwei identische Runden über insgesamt 249 Kilometer sowie vier Motocross- und zwei Endurotests als Sonderprüfungen zu absolvieren.
In der World-Trophy-Wertung führte weiter das Team aus Italien vor Frankreich und Finnland. Im deutschen Team schied Sven Brettschneider aus, damit war das tägliche Streichresultat aufgebraucht. Die Mannschaft verbesserte sich auf den 13. Platz.
Die Junior-Trophy-Wertung führte weiter das italienische Team vor Frankreich und Finnland an.
Die Clubwertung führte wie am Vortag der MOTOCLUB LUMEZZANE vor MOTOKLUB JIŘETÍN - PFANNER und MOTOCLUB AZZURI an. Das deutsche Team ADAC HESSEN - THÜRINGEN belegte unverändert den 9. Platz. Durch den Ausfall von Alain Vaudan rutschte das Team ENDIVAL auf den 48. Platz ab.

### 4. Tag
Am vierten Tag wurde die identische Etappe des Vortags inklusive der Sonderprüfungen gefahren.
Am Ende des vierten Fahrtags führte in der World-Trophy-Wertung weiter unverändert das Team aus Italien vor Frankreich und Finnland. Im deutschen Team schied mit Sebastian Pauly der zweite Fahrer aus, die Mannschaft rutschte auf den 14. Platz ab.
In der Junior-Trophy-Wertung führte ebenfalls unverändert das italienische Team vor Frankreich und Finnland.
Die Clubwertung führte der MOTOCLUB LUMEZZANE vor MOTOCLUB AZZURI und MOTOKLUB JIŘETÍN - PFANNER an. Das deutsche Team ADAC HESSEN - THÜRINGEN verbesserte sich auf den 8. Platz, das Schweizer Team ENDIVAL rutschte auf den 50. Platz ab.

### 5. Tag
Die fünfte Tagesetappe wurde südlich von Považská Bystrica ausgetragen. Mit 270 Kilometern Gesamtlänge waren die zwei zu fahrenden, identischen Runden die längste Tagesetappe der Veranstaltung. An Sonderprüfungen waren vier Enduro- und zwei Motocrosstests zu absolvieren.
Die Zwischenstände nach dem fünften Fahrtag: In der World-Trophy-Wertung führte das Team aus Italien vor Finnland und Schweden. Das deutsche Team verbesserte sich auf den 13. Platz.
In der Junior Trophy führte weiter das italienische Team vor Frankreich und Finnland.
Die Clubwertung führte der MOTOCLUB LUMEZZANE vor MOTOKLUB JIŘETÍN - PFANNER und KTM POLSKA & MOTOKLUB OLSZTYN an. Das deutsche Team ADAC HESSEN - THÜRINGEN rutschte auf den 9. Platz ab, das Schweizer Team ENDIVAL verbesserte sich auf den 46. Platz.

### 6. Tag
Am letzten Tag wurde eine kurze Etappe über 51 Kilometer mit Ziel Sverepec gefahren wo auf der dortigen Motocrossstrecke das Abschlussrennen als letzte Sonderprüfung stattfand.

## Endergebnisse

### World Trophy
| Platz | Team                   | Zeit        |
| ----- | ---------------------- | ----------- |
| 1.    | Italien                | 25:22,40    |
| 2.    | Finnland               | 26:34,37    |
| 3.    | Schweden               | 36:03,81    |
| 4.    | Vereinigtes Königreich | 38:30,56    |
| 5.    | Australien             | 48:10,76    |
| 6.    | Slowakei               | 52:13,65    |
| 7.    | Tschechien             | 1:00:31,59  |
| 8.    | Portugal               | 1:26:10,88  |
| 9.    | Niederlande            | 1:29:31,49  |
| 10.   | Vereinigte Staaten     | 1:32:05,38  |
| 11.   | Belgien                | 1:43:24,34  |
| 12.   | Ungarn                 | 8:05:33,93  |
| 13.   | Deutschland            | 7:29:54,37  |
| 14.   | Polen                  | 8:52:03,17  |
| 15.   | Frankreich             | 8:27:34,89  |
| 16.   | Kanada                 | 16:52:21,10 |
| 17.   | Venezuela              | 18:45:05,40 |
| 18.   | Griechenland           | 18:52:54,80 |

### Junior World Trophy
| Platz | Team                   | Zeit        |
| ----- | ---------------------- | ----------- |
| 1.    | Italien                | 29:42,87    |
| 2.    | Frankreich             | 36:47,39    |
| 3.    | Finnland               | 38:35,28    |
| 4.    | Schweden               | 49:18,73    |
| 5.    | Slowakei               | 1:03:52,03  |
| 6.    | Tschechien             | 1:05:55,36  |
| 7.    | Australien             | 1:06:40,44  |
| 8.    | Vereinigte Staaten     | 1:18:31,70  |
| 9.    | Portugal               | 1:25:18,45  |
| 10.   | Niederlande            | 2:01:43,03  |
| 11.   | Vereinigtes Königreich | 14:31:51,10 |
| 12.   | Venezuela              | 34:02:28,01 |

### Club Team Award
| Platz                      | Team                          | Zeit       |
| -------------------------- | ----------------------------- | ---------- |
| 1.                         | MOTOCLUB LUMEZZANE            | 39:05,56   |
| 2.                         | MOTOKLUB JIŘETÍN - PFANNER    | 50:43,38   |
| 3.                         | KTM POLSKA & MOTOKLUB OLSZTYN | 54:45,88   |
| 4.                         | SMF CLUB TEAM                 | 1:00:02,01 |
| 5.                         | MOTORCYCLING NEW ZEALAND      | 1:00:35,44 |
| 6.                         | TEAM ITALIA UNDER 21          | 1:09:57,34 |
| 7.                         | BODRO RACING                  | 1:11:40,77 |
| 8.                         | WALES B TEAM                  | 1:21:16,55 |
| 9.                         | ADAC HESSEN - THÜRINGEN       | 1:21:46,85 |
| 10.                        | WALES A TEAM                  | 1:28:15,86 |
| 11.                        | ADAC PFALZ / VUT              | 1:35:05,54 |
| 000{\displaystyle \vdots } |                               |            |
| 28.                        | DMV TEAM                      | 4:51:43,62 |
| 000{\displaystyle \vdots } |                               |            |
| 32.                        | ADAC WÜRTTEMBERG              | 6:14:20,27 |
| 33.                        | ADAC SACHSEN                  | 6:14:40,85 |
| 000{\displaystyle \vdots } |                               |            |
| 39.                        | DMSB 2 TEAM                   | 7:15:17,56 |
| 000{\displaystyle \vdots } |                               |            |
| 47.                        | ENDIVAL                       | 9:27:35,95 |

### Manufacturer’s Team Award
| Platz | Team                 | Zeit       |
| ----- | -------------------- | ---------- |
| 1.    | KTM FARIOLI          | 8:05,88    |
| 2.    | HM HONDA ZANARDO/A   | 15:48,45   |
| 3.    | TM FACTORY A         | 17:56,24   |
| 4.    | HUSABERG 1           | 28:09,36   |
| 5.    | YAMAHA UFO CORSE / A | 31:44,08   |
| 6.    | TM FACTORY B         | 53:39,63   |
| 7.    | HUSABERG 2           | 1:00:29,15 |
| 8.    | TEAM BETA RACING     | 1:49:01,57 |
| 9.    | YAMAHA UFO CORSE / B | 4:04:32,75 |
| 10.   | HM HONDA ZANARDO/B   | 4:55:03,28 |
| 11.   | HUSABERG 3           | 5:08:30,11 |
| 12.   | KTM FACTORY TEAM     | 8:11:43,92 |
| 13.   | KTM                  | 8:38:07,05 |
| 14.   | GAS GAS POLNAD&PZM1  | 8:41:32,24 |

### Einzelwertung
| Klasse | Starter | Gold | Silber | Bronze | Ausfall/Disqualifikation | Klassensieger (Motorrad) | Zeit       |
| ------ | ------- | ---- | ------ | ------ | ------------------------ | ------------------------ | ---------- |
| E1 (a) | 124     | 25   | 35     | 17     | 47                       | Bartosz Oblucki (Yamaha) | 2:29:19,26 |
| E2 (b) | 160     | 32   | 61     | 29     | 38                       | Stefan Merriman (Yamaha) | 2:25:39,24 |
| E3 (c) | 99      | 10   | 33     | 30     | 26                       | David Knight (KTM)       | 2:23:35,17 |
| Gesamt | 383     | 67   | 129    | 76     | 111                      |                          |            |

## Teilnehmer
| Staat                  | World Trophy Team | Junior World Trophy Team                                                                                    | Club-Teams, Einzelstarter |
| ---------------------- | --- | --- | --- |
| Argentinien            | | | 1 Einzelfahrer |
| Australien             | Damian Smith (Yamaha) Jehi Willis (KTM) Anthony Roberts (Husqvarna) Stefan Merriman (Yamaha) Jacob Stapleton (TM) Bradley Willicroft (KTM)               | Darren Lloyd (TM) Blake Hore (Yamaha) Adam Lees (Husaberg) Shannon Lewry (Husaberg)                         | MOTORCYCLING AUSTRALIA |
| Belgien                | Tom Frison (Yamaha) Jean-Francois Goblet (GasGas) Arnaud Dermine (GasGas) Raphael Leclercq (Honda) Thierry Klutz (GasGas) Bertrand Bailleux (Beta)       | | TEAM AVEMOTT 1 TEAM AVEMOTT 2 TEAM BELGIUM TEAM BELGIUM 2 (1 Fahrer) (e) WARRANT MOTO CLUB |
| Deutschland            | André Decker (KTM) Sven Brettschneider (Husqvarna) Dirk Peter (KTM) Marcus Kehr (KTM) Sebastian Pauly (KTM) Bert Meyer (KTM)                             | | ADAC HESSEN - THÜRINGEN ADAC PFALZ / VUT ADAC SACHSEN ADAC WÜRTTEMBERG DMSB 2 TEAM DMV TEAM |
| Finnland               | Mika Ahola (Husqvarna) Petteri Silvan (KTM) Samuli Aro (KTM) Petri Pohjamo (TM) Jari Mattila (Beta) Marko Tarkkala (KTM)                                 | Eero Reemes (Honda) Patrick Wikman (KTM) Olli Turma (Husqvarna) Valtteri Salonen (Honda)                    | RiMPKK 1 W RiMPKK 2 |
| Frankreich             | Marc Germain (Yamaha) Raphael Andre (Honda) Damien Miquel (Kawasaki) Jordan Curvalle (Kawasaki) Emmanuel Albepart (Honda) Sebastien Guillaume (GasGas)   | Marc Bourgeois (Husqvarna) Julien Gauthier (Husqvarna) Julien Dubac (Husqvarna) Sebastien Denis (Husqvarna) | MOTO CLUB FRANCE (2 Fahrer) (d) |
| Griechenland           | Dimitris Tsakatsonis (KTM) Adamos Prassos (Beta) Vasilis Siafarikas (Honda) George Antzous (KTM) Takis Maniatis (Husaberg) Dimitris Kokkinos (Husqvarna) | | ELPA - HELLAS TEAM |
| Irland                 | | | FASTLANE RACING TEAM TORC TORC 2 (1 Fahrer) (e) |
| Italien                | Simone Albergoni (Honda) Alessandro Belometti (KTM) Giuliano Falgari (Husqvarna) Alessandro Botturi (KTM) Alessandro Zanni (Honda) Alessio Paoli (TM)    | Maurizio Micheluz (Yamaha) Manuel Pievani (Yamaha) Paolo Bernardi (Honda) Andrea Beconi (Yamaha)            | MOTITALIA TEAM MOTOCLUB AZZURI MOTOCLUB LUMEZZANE MOTOCLUB RACING TERNI OFFICINE SMERALDO TEAM ITALIA UNDER 21 |
| Japan                  | | | 1 Einzelfahrer |
| Kanada                 | Andrew Weiss (Husqvarna) Andrew Christiansen (GasGas) Lee Fryberger (Husaberg) Derrick Sproule (KTM) Shane Cuthbertson (KTM) Clinton Riviere (KTM)       | | |
| Lettland               | | | 2 Einzelfahrer |
| Namibia                | | | 1 Einzelfahrer |
| Niederlande            | Pedro Tragter (Suzuki) Ralph Hubers (Yamaha) Erik Eggens (Honda) Michel Visser (Husqvarna) Erwin Plekkenpol (KTM) Erik Davids (KTM)                      | Mike Kock (Honda) Rick Kock (KTM) Hans Vogels (Yamaha) Mark Wassink (KTM)                                   | CLUBTEAM VORDEN (2 Fahrer) (d) TEAM AMBC STAPHORST TEAM BMAC BORCULO TEAM HAMAC TEAM MC de TOERENTELLER |
| Neuseeland             | | | MOTORCYCLING NEW ZEALAND |
| Polen                  | Bartosz Oblucki (Yamaha) Michal Szuster (Honda) Lukasz Kedzierski (GasGas) Marek Przybysz (GasGas) Marek Swiderski (GasGas) Pawel Swiderski (GasGas)     | | KTM POLSKA & MOTOKLUB OLSZTYN RACING GAS GAS POLAND & PZM |
| Portugal               | Pedro Enes (KTM) Fernando Ferreira (Yamaha) Paulo Goncalves (Honda) Carlos Santos (KTM) Helder Rodrigues (GasGas) Paulo Felicia (GasGas)                 | Goncalo Reis (Yamaha) Bruno Alvarinhas (KTM) Gustavo Gaudencio (KTM) Antonio Maio (Yamaha)                  | |
| Slowakei               | Jaroslav Katrinak (KTM) Ivan Jakes (GasGas) Radek Matoska (Yamaha) Jan Hrehor (Yamaha) Stefan Svitko (KTM) Robert Kapajcik (KTM)                         | Juraj Dozsa (KTM) Filip Kapajcik (KTM) Marek Giertl (KTM) Tomas Cipka (KTM)                                 | FLY RACING P.B.TEAM MK LOVČICA ISDE TEAM SMF CLUB TEAM SVET MOTOCYKLOV TEAM YAWAL BMT TEAM |
| Spanien                | | | 1 Einzelfahrer |
| Schweden               | Rikard Larsson (TM) Niklas Gustavsson (KTM) Fredrik Georgsson (KTM) Björne Carlsson (Husaberg) Andreas Toresson (Suzuki) Daniel Persson (Husaberg)       | Calle Sjö (KTM) Joakim Ljunggren (Husaberg) Rikard Wressel (Husaberg) Patrick Wicksell (Husaberg)           | GÖTA MS TEAM SWE ARMED FORCES M SWE ARMED FORCES MIXT SWE ARMED FORCES W TEAM SWEDEN TEAM ÖSTRA |
| Schweiz                | | | ENDIVAL |
| Tschechien             | Roman Michalik (TM) Radek Toman (KTM) Vit Kuklik (KTM) Michal Rudolf (KTM) Karol Scheder (Husaberg) Bohumil Posledni (KTM)                               | Lukas Sedlacek (KTM) Tomas Cisar (KTM) Robert Sip (KTM) Jakub Horak (KTM)                                   | BODRO RACING BODRO TEAM I BODRO TEAM II. CZECH CLUB TEAM KBS-UAMK TEAM UNHOST KRIMISTOP TEAM MOTOKLUB CHRASTAVA MOTOKLUB JIŘETÍN - BATEX MOTOKLUB JIŘETÍN - K SERVIS MOTOKLUB JIŘETÍN - KRUŠOVICE MOTOKLUB JIŘETÍN - PFANNER MOTOSPORT BOZKOV PAOLO AIROH RACING TEAM SMS ENDURO TÁBOR UFO RACING TEAM VALAŠSKÝ ENDURO CLUB |
| Ungarn                 | Tamas Nador (Suzuki) Laszlo Toth (Yamaha) Akos Varga (KTM) Zsolt Bittmann (KTM) Janos Desi (Honda) Peter Katai (KTM)                                     | | |
| Venezuela              | Fernando Macia (Yamaha) Rafael Eraso (KTM) Nicolas Scardino (KTM) Ricardo Gimon (KTM) Fernando Ramirez (KTM) Fabian Birarda (KTM)                        | Nicolas Cardona (Yamaha) (f)                                                                                | |
| Vereinigtes Königreich | Edward Jones (KTM) Simon Wakeley (Honda) Kevin Murray (Yamaha) Paul Edmondson (Honda) Euan McConnell (Honda) David Knight (KTM)                          | Greg Evans (Honda) Lee Edmondson (Honda) Oliver Moyce (Husqvarna) Tom Sagar (GasGas)                        | BAFMA A TEAM (2 Fahrer) (d) BAFMA B TEAM RYEDALE MOTORCLUB Sheffield Discrit ACU TEAM ENGLAND WALES A TEAM WALES B TEAM WITLEY MCC |
| Vereinigte Staaten     | Fred Hoess (GasGas) Kurt Caselli (KTM) Jimmy Jarrett (GasGas) John Barber (GasGas) Aaron Kopp (KTM) Jason Dahners (KTM)                                  | Wally Palmer (GasGas) Ryan Powell (KTM) Russel Bobbitt (KTM) Cody Mastin (GasGas)                           | ATHENS MC BOISE RIDGE RIDERS DESERT MC GoFASTERS.com JAFMAR RACING MERCED DIRT RIDERS MISSOURI MUDDERS N.J.RIDGE RIDERS MC |